# Sarina Koga
Sarina Koga (japanska: 古賀 紗理那), född 21 maj 1996 i Saga prefektur, Japan, är en volleybollspelare (vänsterspiker). Hon spelar för Japans damlandslag i volleyboll (där hon är kapten) och för klubblaget NEC Red Rockets.